# Nya Theatern i Humlegården
Ej att förväxla med Svenska Theatern i Humlegården

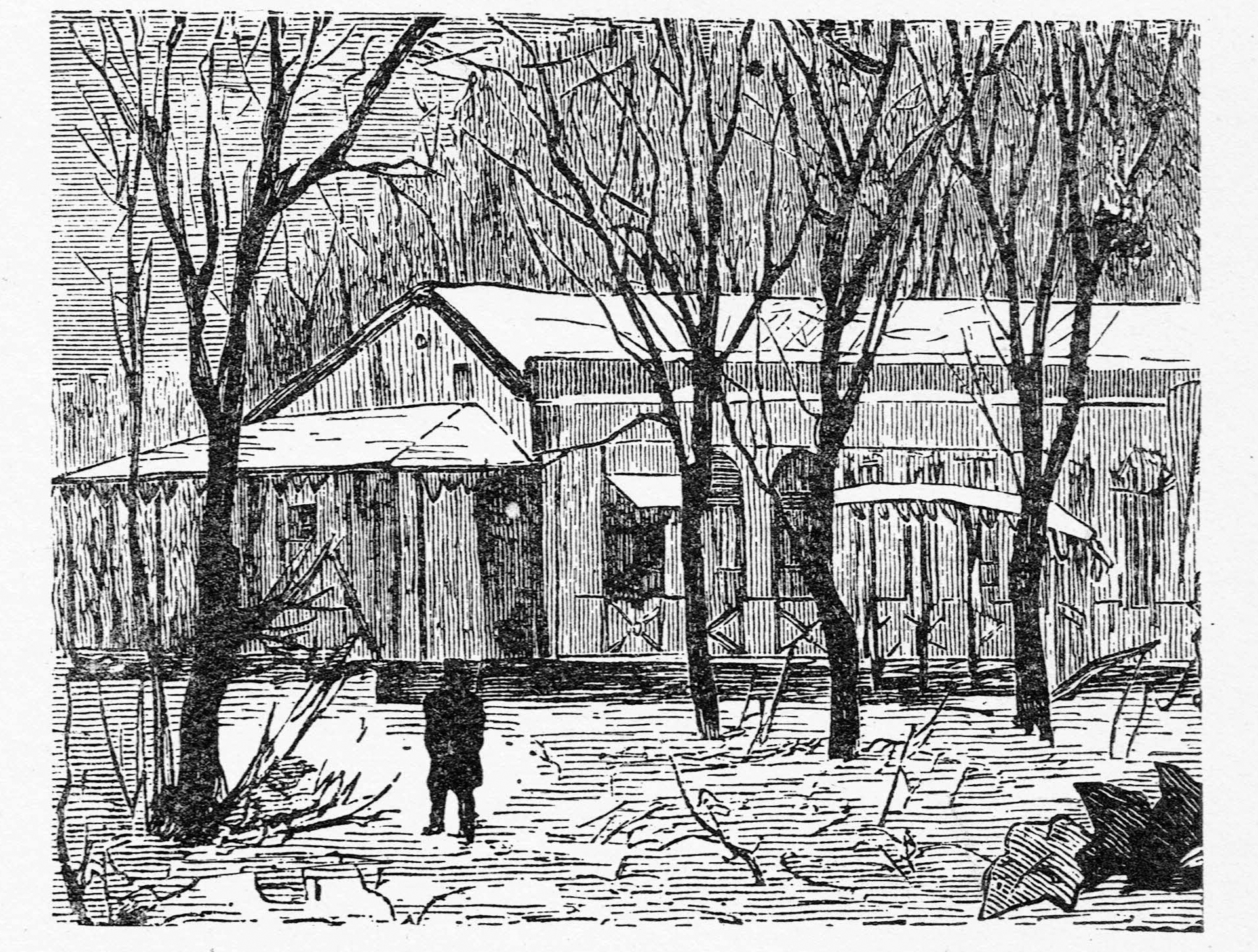
Humlegårdsteatern 1877 1

Nya Theatern i Humlegården, även kallad Humlegårdsteatern, var en teater verksam i Humlegården i Stockholm mellan 1851 och 1878. Det var den andra teatern i Stockholm med detta namn. 
Den andra Humlegårdsteatern öppnade 23 maj 1851 i en danssalong som öppnats 1850 av tre medlemmar av Ulrik Torsslows trupp. Den användes som sommarteater av först Edvard Stjernström och, från 1853, av Oscar Andersson (senare i kompanjonskap med Wilhelm Åhman och Mauritz Pousette), som under vintrarna uppträdde i Finland, Göteborg och Malmö.
Den revs år 1878.